# Fuderstock
Der Fuderstock war ein bayrisch-österreichisches Salzmaß für Formsalz, den Fuder. Benannt nach der Salzform, in der aus der Salzsiedepfanne das Restfeuchte haltende Salz mit der Bärschaufel lose eingeschlagen wurde und dann mit der Zuschlagsschaufel (ebene Holzplatte von 1 Fuß im Geviert am Holzstiel), geglättet wurde. Drei solcher Fuderstöcke wurde dann etwa 2 Stunden zum Ausbären in dem hölzernen Bärtrog aufgestellt und die Mutterlauge konnte dann unten aus der offenen Spitze ablaufen. Nach dem Pfieseln (Trocknen durch Wärme im Pfieselofen) wurde mit der Fuderpolierschaufel und dem Abschaber die Form, das Aussehen und die Menge korrigiert. Der Fuderstock sollte immer wegen Preis und Steuern ein gleiches Gewicht haben. Der Fuderstock verlor durch Trocknung etwa 15 bis 20 Pfund, so dass das Trockengewicht etwa 115 bis 120 Pfund betrug.

## Verschiedene Formen
In Aussee war der Fuderstock abgestutzt pyramidal und wurde auch Fuderle genannt. Zum Ausbären verwendete man die Ausbärschaufel in Bad Aussee (eiserne Schaufel mit den Maßen 28 Zoll lang mal 18 Zoll breit).  Der Salzkörper hatte etwa 31,9 Pfund (Wiener).
In Hallein und Hallstadt bestanden die Fuderstöcke mit drei Fassreifen zusammengehaltenen Kufen als neunseitige Pyramiden aus Fassdauben mit offener Spitze. Die Abmaße waren oben etwa 11, unten 7 Zoll und hatten eine lichte Höhe von 16 Zoll. Zum Ausbären in Hallein, auch mit Ausfassen bezeichnet, verwendete man die Ausfassschaufel  (hölzerne eisenbeschlagene, 34 Zoll lang, 19 Zoll hinten und 16 Zoll vorn, Holzstiel 4 ½ Fuß)
Der Versuch, Fuderstock in Salzscheiben umzurechnen, ist nur bedingt möglich. Je nach Saline hatte eine Salzscheibe eine Masse von 130 bis 148 Pfund.
- Im Jahr 1798: 1 Halleiner Fuderstock = 115 Pfund = 114 Pfund (bayr) = 118 Pfund (Ulmer) = 56 Kilogramm[6]

## Verschiedene Gewichte
- Ab 1784 in Bayern statt Salzscheiben: 1 Fuderstock = 120 Pfund (bayr.)
- Hallein 1 Fuderstock = 115 Pfund
  - Hallein 2 Fuderstöcke = 1 Saum
- Schellenberg 1 Fuderstock = 106 Pfund
  - Schellenberg 2 Fuderstöcke = 1 Saum
- Reichenhall 1 Fuderstock = 54 Pfund
- Frauenreut 3 Fuderstöcke  = 1 Saum

Saum hier ist die Traglast der Saumpferde mit etwa 250 Pfund
- 1 Mukentfuder = 14 Saum